# Milon-la-Chapelle
Milon-la-Chapelle é uma comuna francesa na região administrativa da Île-de-France, no departamento de Yvelines. A comuna possui 335 habitantes segundo o censo de 1990.